# Chu Mãi Thần (Tây Hán)
Chu Mãi Thần chữ Hán: 朱買臣 (? - 115 TCN) đôi khi tại Việt Nam được đọc và viết thành Châu Mãi Thần hay 周買臣, là nhà chính trị sống giữa thời Tây Hán, sinh ra tại Ngô huyện thuộc Cối Kê.

## Gia đình
Theo cuốn Nguyên Hòa tính toản (元和姓纂), các nhân vật thời Tam Quốc như Chu Hoàn, Chu Dị, Chu Cư (朱据) là hậu duệ của Chu Mãi Thần.
Câu chuyện Chu Mãi Thần rèn luyện thi cử trong hoàn cảnh cực khổ khiến vợ đòi ra đi đã trở thành một điển tích trong văn hóa.

## Trong văn hóa đại chúng
Câu chuyện về Chu Mãi Thần được dựng thành một số vở Kinh kịch tại Trung Quốc.

Tại Việt Nam, điển tích về ông được cải biên thành vở chèo cổ Châu Mãi Thần và vở chèo hiện đại Nàng Thiệt Thê.

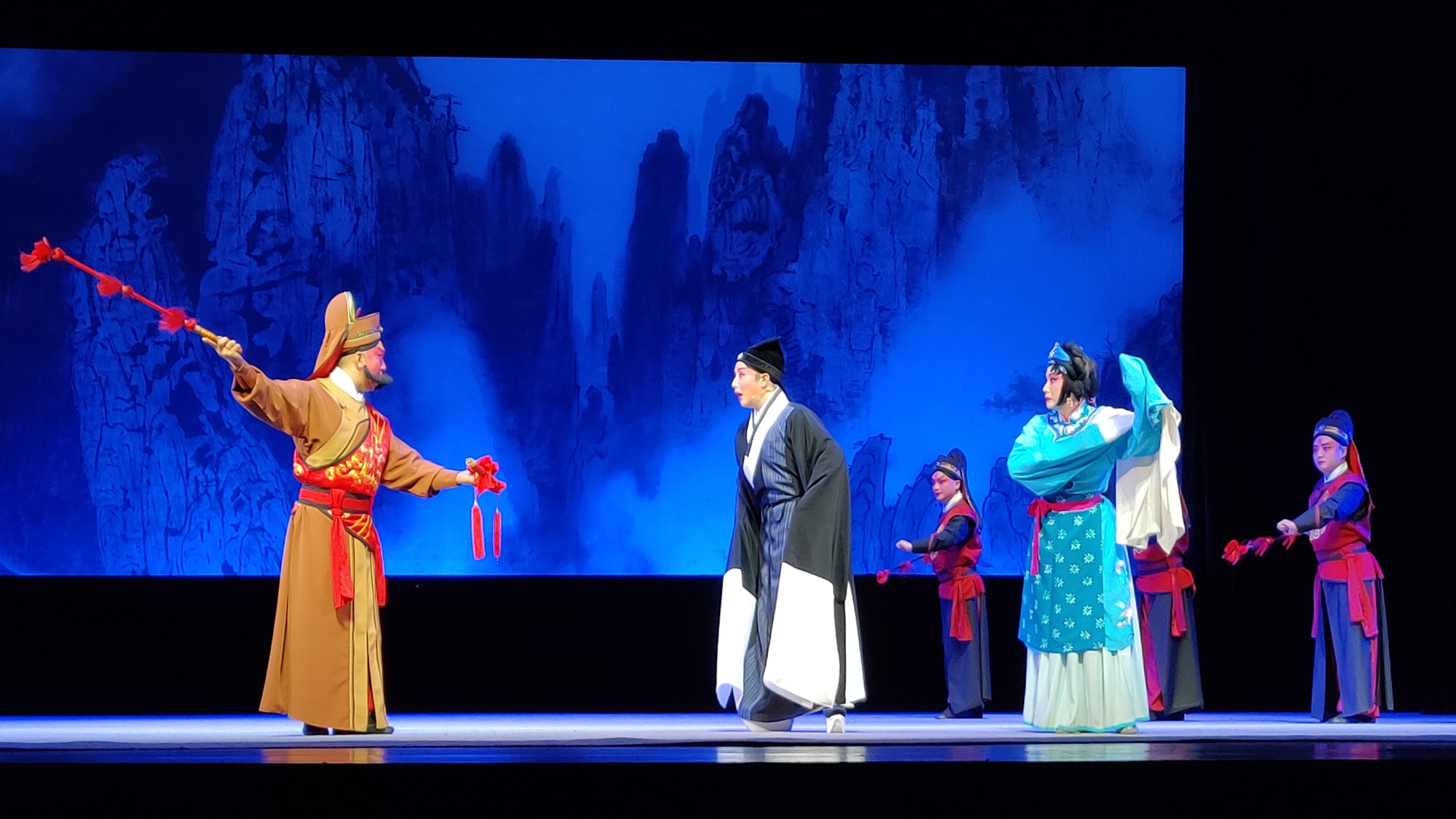
Một cảnh trong vở Kinh kịch Dưới núi Lan Khê
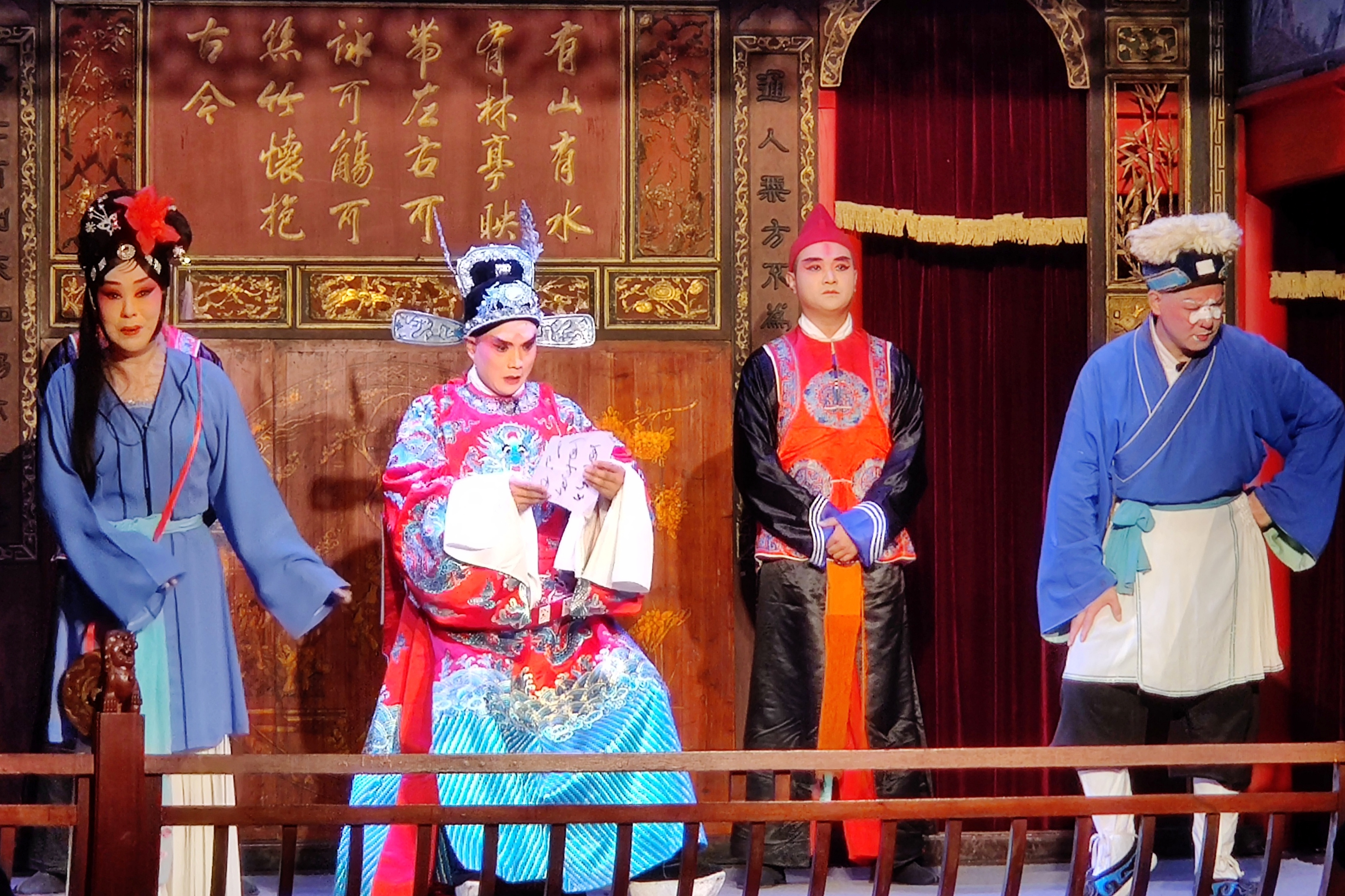
Bìa một cuốn Kinh kịch có Mã tiền bát thủy
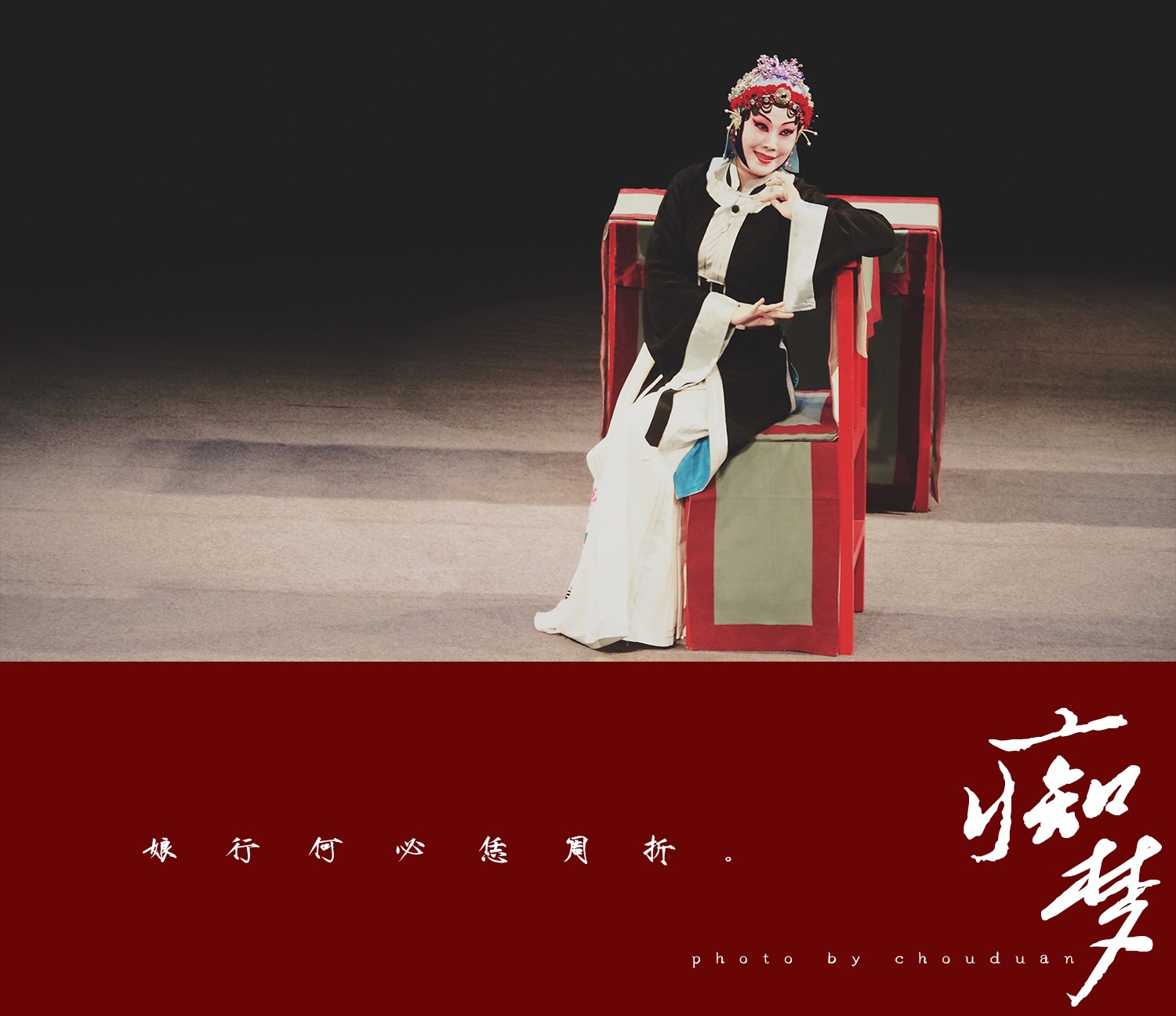
Một cảnh trong vở Kinh kịch Mã tiền bát thủy
- Một cảnh trong vở Kinh kịch Si mộng

Câu chuyện về Chu Mãi Thần được gắn liền với hai câu thành ngữ "Phúc thủy nan thu" (覆水難收)  và "Mã tiền bát thủy" (马前泼水), với đại ý những việc đã xảy ra không thể vãn hồi.
Trong đạo Cao Đài, ông còn được đại diện cho "Sĩ", một trong Tứ dân.